# 52nd Street Theme
52nd Street Theme (auch Fifty Second Street Theme) ist ein Jazz-Titel von Thelonious Monk von 1944, der zum Jazzstandard wurde.

## Entstehung

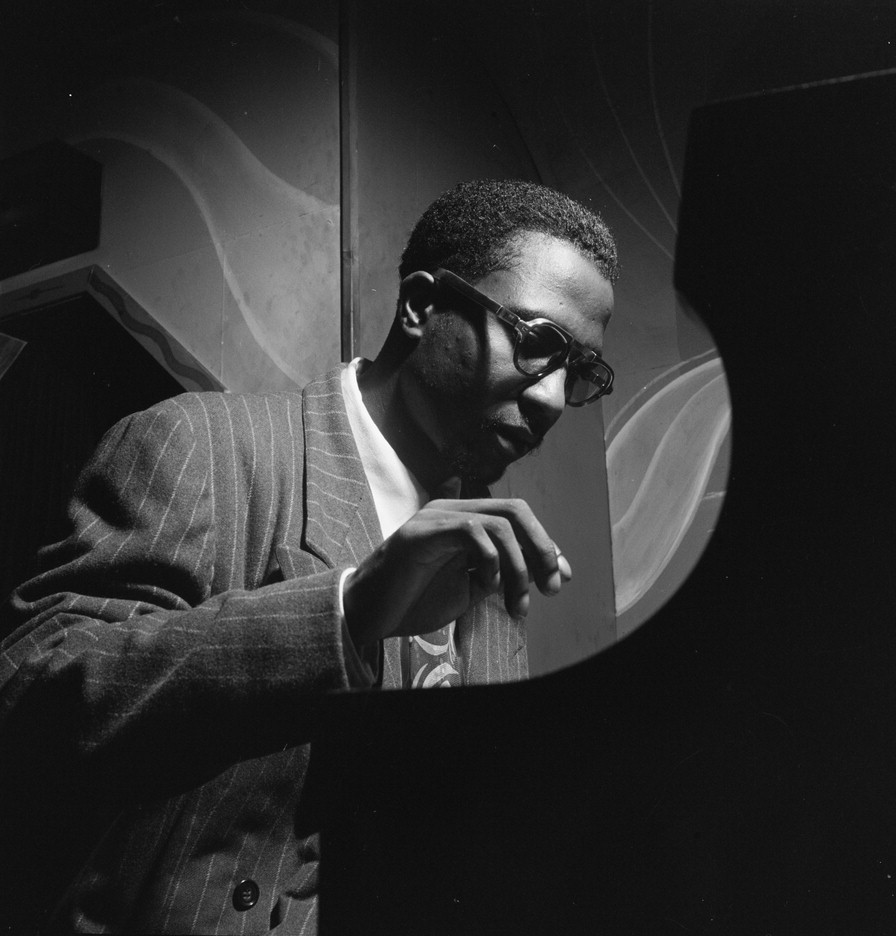
Thelonious Monk in Minton’s Playhouse, September 1947. Fotografie von William P. Gottlieb.

Der Pianist Thelonious Monk schrieb 52nd Street Theme 1944 und ließ sein Urheberrecht unter dem Titel Nameless eintragen. Leonard Feather schlug ihm dann den endgültigen Titel vor, unter dem es bekannt wurde und der sich auf die in den 1940er-Jahren populären Jazzclubs der 52nd Street in Manhattan bezieht. Eine erste Aufnahme entstand am 22. Februar 1946; da wurde das Stück von einem Septett um Dizzy Gillespie aufgenommen. Monk selbst hat den Titel nie unter eigenem Namen aufgenommen. Das thematische Motiv von 52nd Street Theme, das 32 Takte umfasst und die Liedform AABA aufweist, basiert auf den Harmonien von I Got Rhythm in den A-Teilen und den Akkorden von Honeysuckle Rose in der B-Sektion. Nach Ansicht von Linda Dahl ist die Komposition besonders in der Basslinie stark von Mary Lou Williams’ Titel Scorpio beeinflusst.

## Weitere Aufnahmen und Bearbeitungen
Charlie Parker (etwa in Bird at St. Nick’s, The Bird Returns, Jazz at Massey Hall und auf dem Festival International 1949 de Jazz), Miles Davis und weitere Musiker verwendeten das Motiv von 52nd Street Theme, wenn sie auf der Bühne einen Set beendeten. Weitere Studioaufnahmen stammen von Kenny Clarke/Fats Navarro (Swing, 1946) und in Europa erstmals 1949 vom Ronnie Scott Boptet.
Weitere Aufnahmen entstanden in den 1950er- und 1960er-Jahren; zu nennen sind beispielsweise Toshiko Akiyoshi, Clifford Brown, Donald Byrd, Hank Mobley, Oscar Peterson (The Oscar Peterson Trio at the Stratford Shakepearean Festival), Bud Powell (The Amazing Bud Powell) und Sonny Rollins. In späteren Jahren nahmen das 52nd Street Theme auch Ehud Asherie, Paul Bley, Bill Cunliffe, Tommy Flanagan, Terry Gibbs, Barry Harris, Roger Kellaway, Joe Lovano, Greg Osby und Archie Shepp auf. Der Diskograf Tom Lord listet 106 Versionen des Titels.